# Resolución 1459 del Consejo de Seguridad de las Naciones Unidas
La Resolución 1459 del Consejo de Seguridad de las Naciones Unidas, aprobada por unanimidad el 28 de enero de 2003, después de recordar las resoluciones 1173 (1998), 1295 (2000), 1306 (2000), 1343 (2001), 1385 (2001) y 1408 (2002) relativa a la fabricación ilícita del comercio de diamantes, el Consejo expresó su apoyo al Proceso de Kimberley (SCPK).
En el preámbulo de la resolución, el Consejo de Seguridad seguía preocupado por la conexión entre el comercio ilícito de diamantes en bruto y la intensificación de los conflictos armados. Se destaca la importancia de la prevención de conflictos y la mayor producción de diamantes, el comercio y los países que participan en el procesamiento del Proceso de Kimberley. Por otra parte, se aprecia las contribuciones de la industria y la sociedad civil para el desarrollo del Plan.
La resolución expresa su apoyo al Proceso de Kimberley y los esfuerzos en curso para aplicar y perfeccionar el régimen como una contribución importante contra el tráfico de diamantes de sangre. También dio la bienvenida a la autorregulación del sistema voluntario y destacó que la mayor participación posible en el Régimen era esencial.